# Сулірадзиці
Сулірадзиці (пол. Suliradzice, нім. Wedelsdorf) — село в Польщі, у гміні Крошниці Мілицького повіту Нижньосілезького воєводства.
Населення — 184 особи (2011).
У 1975-1998 роках село належало до Вроцлавського воєводства.

## Демографія
Демографічна структура станом на 31 березня 2011 року:
|          | Загалом | Допрацездатний вік | Працездатний вік | Постпрацездатний вік |
| -------- | ------- | ------------------ | ---------------- | -------------------- |
| Чоловіки | 90      | 22                 | 61               | 7                    |
| Жінки    | 94      | 26                 | 56               | 12                   |
| Разом    | 184     | 48                 | 117              | 19                   |